# GNK Dinamo Zagreb
Građanski nogometni klub Dinamo Zagreb hrvatski je nogometni klub iz Zagreba. Od osnutka Republike Hrvatske najtrofejniji je klub u državi. Nadimci kluba su modri, (zagrebački) plavi, plavi lavovi, purgeri. Maskota kluba je lav Plavko. Domaće utakmice igra na Stadionu Maksimir. Dinamo je poznat po svojim vjernim i fanatičnim navijačima Bad Blue Boysima. Klupska nogometna škola se smatra za jednu od najboljih u Europi.
1. hrvatski građanski športski klub Zagreb osnovan je 26. travnja 1911. godine. Nakon što je komunistička vlast 1945. godine dekretom ukinula najpopularnije predratne zagrebačke nogometne klubove Građanski, HAŠK i Concordia zbog igranja nogometnog prvenstva za vrijeme NDH, Nogometni klub Dinamo osnovan je 9. lipnja 1945. kao nogometna sekcija Fiskulturnog društva Dinamo, koja od 1949. godine djeluje kao samostalni nogometni klub. Od Građanskog je Dinamo preuzeo plavu boju dresova, većinu igrača i navijača te nadimak purgeri, a i grb kluba je napravljen po uzoru na grb Građanskog.
Promjene imena kluba u HAŠK Građanski i Croatia Zagreb nisu dobro primljene tijekom ratnih 1990-ih, današnje ime usvojeno je na sjednici skupštine kluba 12. travnja 2011. kad se ime Nogometni klub Dinamo Zagreb mijenja u Građanski nogometni klub Dinamo Zagreb želeći naglasiti povezanost s Građanskim. 
U bogatoj povijesti kluba osvojili su 36 naslova prvaka u pet država te 26 nacionalnih kupova. Dinamo je jedini hrvatski klub koji je uspio osvojiti neki europski trofej, Kup velesajamskih gradova u sezoni 1966./67., preteču Kupa UEFA-e. Klub je od osnivanja sportski simbol grada Zagreba. Najviše odigranih utakmica, 802, za Dinamo ima Dražen Ladić, a najbolji je strijelac Dražan Jerković s 322[nedostaje izvor] postignuta gola. Najduže je kapetan bio Tomislav Crnković.
Najveći sportski rival kluba je splitski Hajduk. Dinamo i Hajduk igraju Vječni derbi. Zbog dugotrajnog rivalstva koje traje od 1920-ih godina i utakmica Građanskog i Hajduka, kao dva najpopularnija i najtrofejnija kluba u zemlji čije utakmice izazivaju velike tenzije, mnogi svrstavaju Vječni derbi među najznačanije nogometne derbije.

## Povijest
Klub nastavlja tradiciju Prvog hrvatskog građanskog športskog kluba (Građanski) utemeljenog u travnju 1911. godine. Tijekom 34 godine djelovanja šest puta je osvojio naslov prvaka Kraljevine Jugoslavije i NDH (1923., 1926., 1928., 1936./37., 1939./40. i 1943.). Pod tim nazivom nastupao je do svibnja 1945. godine, a potom je rasformiran odlukom nove komunističke vlasti, a pismohrana je uništena. Umjesto Građanskog utemeljeno je tada Fiskulturno društvo Dinamo, a pet godina kasnije osamostaljuje se njegov nogometni klub. Dinamo je od Građanskog baštinio veći dio svoje tradicije (grb i boja).
U prostorijama Elektre u Gundulićevoj ulici, osnovan je 9. lipnja 1945. godine Dinamo. Klub je dobio ime po uzoru na moskovski Dinamo. Ondašnji zagrebački sportski komesar Ivica Medarić, koji je najprije igrao u HAŠK-u, potom i u Građanskom, je predložio ime Dinamo koje je prihvaćeno zbog bliskih odnosa sa SSSR-om.
Nakon osnivanja klubu su pristupili svi najbolji i najpopularniji igrači Građanskog: Urch, Wölfl, Kokotović, Lešnik, Cimermančić, Pleše, Antolković, Belošević, Jazbinšek, Reiss, te njegovi juniori: Bučar, Ferković, Martinec, Kukec, Gereš, Čonč i Režek te trener Márton Bukovi. Od igrača HAŠK klubu su pristupili Čajkovski, Kacian, Lojen, Peričić. Od njih samo je Čajkovski dugo ostao u Maksimiru – čak jedanaest godina. Dinamo je od Građanskog naslijedio plavu boju dresova i status najpopularnijeg zagrebačkog nogometnog kluba, nadimak purgeri, navijačku bazu, a od 1969. godine i grb je vrlo sličan grbu Građanskog. 
U razdoblju nakon Drugoga svjetskog rata bio je glavni predstavnik zagrebačkog nogometa te jedan od četiriju najuspješnijih klubova u SFRJ uz splitski Hajduk te beogradske klubove Crvena zvezda i Partizan koji su zbog dominacije u jugoslavenskom nogometu dobili naziv velika četvorka. Osvojio je jugoslavenska prvenstva 1947./48., 1953./54., 1957./58., 1981./82. i kupove 1951., 1959./60., 1962./63., 1964./65., 1968./69., 1979./80. i 1982./83.
Dinamo je bio dugo vremena jedini jugoslavenski klub koji je osvojio jedan od europskih kupova: Kup velesajamskih gradova 1966./67., nakon pobjede u finalu nad Leeds Unitedom. Na putu do finala izbacio je čehoslovački Spartak Brno, škotski Dunfermline, rumunjski Dinamo Piteşti, talijanski Juventus i njemački Eintracht Frankfurt. U sezoni 1962./63. izgubio je u finalu od španjolske Valencije. 
Nakon 24 godine čekanja, Dinamo je, predvođen trenerom Ćirom Blaževićem i igračima Zajecom, Kranjčarom, Mlinarićem, Deverićem i Vlakom, u sezoni 1981./82. osvojio svoj četvrti naslov prvaka Jugoslavije. Igrači te generacije postali su legende kluba. Dinamo je te godine imao više od 40.000 članova, najviše u Europi iza Barcelone.
Dinamo je dana 25. lipnja 1991. godine pod tadašnjim predsjednikom Josipom Šoićem promijenio ime u HAŠK Građanski, kao pokušaj bijega od komunističkog imena i povratak tradicijama dvaju slavnih prethodnika. Navijači nikad nisu prihvatili ovaj hibrid i godine 1993. ime je promijenjeno u Croatia Zagreb. Bio je to potez kojim je tadašnji hrvatski politički vrh predvođen predsjednikom Franjom Tuđmanom želio dodatno distancirati od komunističke prošlosti. Predsjednik Tuđman je uspješnim nastupom kluba u Europi, kojeg su državne tvrtke obilno financirale, pod imenom Croatia želio promovirati novostvorenu hrvatsku državu, ali stvaranja klub nacionalnog jedinstva funkcionirao je samo za njegova života. U drugoj polovici 1990-ih Dinamo osvaja pet hrvatskih prvenstava u nizu: 1995./96., 1996./97., 1997./98., 1998./99. i 1999./00. Iako je Croatia ostavila dubok trag u maksimirskoj povijesti, ni ona se nije uspjela nametnuti javnosti i navijačima. Bad Blue Boysi su se žestoko protivili i zahtijevali vraćanje imena Dinamo.
Pod vodstvom Otta Barića Dinamo je 1996./97. osvojio titulu s 81 od 90 mogućih bodova i s 21 bodom ispred drugoplasiranog Hajduka. Igra UEFA Ligu prvaka 1998./99. i 1999./00. U sezoni 1998./99. nakon pobjede nad Celticom u trećem pretkolu, u skupini s Ajaxom, Olympiakosom i Portom, Dinamo završava kao drugi iza Olympiakosa s 8 bodova, uz dvije pobjede i dva poraza. U sezoni 1999./00. u skupini s Manchester Unitedom, Olympiqueom iz Marseillea i Sturmom iz Graza završava kao posljednji s pobjedom i dva remija.
U veljači 2000. godine, na Valentinovo, nakon višegodišnje borbe navijača vraća se ime Dinamo. Početak novog stoljeća obilježen je teškom financijskom situacijom i dugovima prema bivšim igračima. Predsjednik Dinama 2000. godine postaje Mirko Barišić. Dinamo u sezoni 2002./03. osvaja prvenstvo, ali pokušaji proboja u Europi redovito završavaju porazima. U trećim pretkolima Lige prvaka poražen je 2000./01. od Milana, 2003./04. od kijevskog Dinama, 2006./07. od Arsenala, 2007./08. od Werdera iz Bremena i 2008./09. od Šahtara iz Donjecka. U pet navrata, 2004./05., 2007., 2008./09., 2009./10. i 2010./11. Dinamo nastupa u skupinama Kupa UEFA/UEFA Europske lige. U sezoni 2011./12. Dinamo uspjeva ući u Ligu prvaka, pobijedivši švedski Malmö FF ukupnim rezultatom 4:3.
Nakon najlošijeg prvenstvenog rezultata u neovisnoj Hrvatskoj, igranja u Ligi za ostanak 2004./05. godine, Dinamo doživljava oporavak predvođen trenerom Josipom Kužeom te uvjerljivo osvaja prvenstva 2005./06., 2006./07. i 2007./08. godine. Predvođen Brankom Ivankovićem, u prvenstvu 2006./07. od 99 mogućih osvaja 92 boda uz 30 pobjeda u 33 kola. Od 14. kola sezone 2006./07. do 8. kola 2007./08. nanizao je 28 uzastopnih pobjeda u 1. HNL, a između ožujka 2006. i veljače 2008. 29 pobjeda za redom na domaćem terenu.
U sezoni 2018./19. Dinamo se uspio probiti do nokaut faze Europske lige. U grupnoj fazi ostao je neporažen s 14 bodova. Tako se plasirao u 1/16 finala gdje je u gostima izgubio od Viktorije Plzeň rezultatom 2:1. Na Maksimiru, Dinamo je deklasirao ovaj češki klub rezultatom 3:0 i ušao u osminu finala protiv portugalske Benfice. Doma je Dinamo slavio s 1:0, a izgubio u Lisabonu rezultatom 3:0 u produžetcima. Dinamo je osigurao nastup čak 5 hrvatskih klubova u europska natjecanja za sezonu 2019./20. i prekinuo pauzu dugu 21 godinu, od sezone 1997./98. kada je izgubio u osmini finala od madridskog Atlética 2:1.
Nastavljajući uspjehe u europskim natjecanjima, Dinamo je 18. ožujka 2021. pobjedom nad Tottenhamom rezultatom 3:0 (3:2) ušao u povijesno četvrtfinale Europske lige 2020./21., što je najveći uspjeh tog kluba nakon točno 51 godine. Naime, Dinamo je svoje posljednje četvrtfinale nekog natjecanja pod UEFA-om igrao u Kupu pobjednika kupova 18. ožujka 1970., gdje je ispao od Schalke 04 ukupnim rezultatom 1:4. U grupnoj fazi Europske lige 2020./21. Dinamo bio 526 minuta bez primljenog pogotka, što je rekord sa svih europskih klupskih natjecanja koje vodi UEFA.
U ožujku 2024. godine održali su se prvi demokratski izbori za Skupštinu GNK Dinama, a glasanju je pristupilo 54,6 % članova. U prvoj izbornoj jedinici pobjedu je odnijela lista Dinamovo proljeće koju je predvodio Velimir Zajec.

### 1967.
Dinamo je jedini hrvatski klub koji je osvojio neki od europskih kupova. U finalu Kupa velesajamskih gradova 1966./67. dobio je Leeds United, četiri godine nakon poraza u finalu istog natjecanja protiv Valencije. 
U studenom 1966. godine Dinamo je u Srednjoeuropskom kupu, koji se igrao u isto vrijeme kao i Kup velesajamskih gradova, porazio jaki Milan. Slaven Zambata je zabio jedini pogodak na utakmici. U veljači 1967. godine u prijateljskoj utakmici u Glasgowu, pred više od 65.000 navijača, Dinamo je ponovno golom Zambate pobijedio snažni Celtic, momčad koja će nekoliko mjeseci kasnije postati prvak Europe.
Nakon 0:2 i 2:0 protiv Spartaka iz Brna, modre je spasio ždrijeb, odnosno novčić i spretnost kapetana Zambate.[nedostaje izvor] Naime nakon što je sudac bacio novčić Zambata i ostali igrači su počeli skakati od sreće i potpuno zbunili suca i protivnika.[nedostaje izvor] Ni do danas se ne zna na čiju je stranu odlučio novčić.[nedostaje izvor] U drugom kolu mučili su se i sa škotskim Dunfermlineom (2:4 i 2:0), a u trećem strepili i protiv rumunjskog Dinamo Piteşti (1:0 u Piteştiju i 0:0 na Maksimiru).
U četvrtzavršnici Kupa velesajamskih gradova Stara dama je u Torinu igrala 2:2 s Dinamom za koji je oba pogotka postigao Jukić. Poraz Juventusa od 3:0 u Zagrebu bio je najveći europski poraz u tri sezone što ga je doživio talijanski velikan. Pogotke su zabili Novak, Mesić i Belin. 
U poluzavršnici je njemački Eintracht Frankfurt dolazio u Zagreb s ogromnom prednosti od 3 pogotka iz prve utakmice. Ipak predstavom pred punim Maksimirom Dinamo je pobijedio 4:0. Briljantno je odigrao Stjepan Lamza, a pogotke su postigli Slaven Zambata u 14. minuti, Marijan Novak u 16., Josip Gucmirtl u 87. te napokon nakon 102 minute igre iz jedanaesterca, koji je iznudio Stjepan Lamza, pogodak postiže Rudi Belin. Pothvat protiv Eintrachta, 14. lipnja 1967., ostvarili su: Škorić, Blašković, Brnčić, Mesić, Belin, Ramljak, Novak, Gucmirtl, Zambata, Lamza i Rora. 
U finalu je srušen i veliki Leeds United sa Sprakeom, Bremnerom, Grayjem, O'Gradyjem i Charltonom. Dinamo je 30. kolovoza 1967. godine u prvoj utakmici postigao odlučujuću prednost od dva pogotka. Strijelci su bili mladi devetnaestogodišnji Marijan Čerček i Krasnodar Rora. U uzvratu su Englezi pokušali na svom terenu dostići Dinamovu prednost ali nisu mogli slomiti obranu predvođenu Zlatkom Škorićem, Mladenom Ramljakom i Filipom Blaškovićem. 
Tog dana, 6. rujna 1967., tadašnji predsjednik FIFA-e sir Stanley Rous predao je trofej kapetanu i najboljem strijelcu Dinama Slavenu Zambati. Momčad koja je ostvarila taj sjajan uspjeh: Slaven Zambata, Zlatko Škorić, Branko Gračanin, Filip Blašković, Rudolf Belin, Denijal Pirić, Krasnodar Rora, Marijan Čerček, Marijan Brnčić, Mladen Ramljak, Josip Gucmirtl, Stjepan Lamza. Treneri su bili Branko Zebec i Ivica Horvat.

## Dinamo u Europi
GNK Dinamo je odigrao najviše nogometnih utakmica u europskim nogometnim natjecanjima od svih hrvatskih klubova. Dinamo je prvi hrvatski klub koji je odigrao službenu utakmicu u europskom natjecanju. GNK Dinamo je do danas jedini hrvatski klub koji je osvojio neko europsko natjecanje, Kup velesajamskih gradova 1966./67. Prva europska utakmica je odigrana 10. rujna 1958. protiv čehoslovačke Dukle iz Praga i završila je neriješeno, rezultatom 2:2. Dinamo je najbolje rezultate postigao u 1960-im kad se natjecao u Kupu velesajamskih gradova. Dinamo je u sezoni 1962./63. igrao finale tog natjecanja i izgubio od Valencije, a 1966./67. je uspio osvojiti natjecanje pobjedom u finalu nad Leeds Unitedom.
Kup velesajamskih gradova je priznat kao preteča Kupa UEFA, ali nije bio organizacijom UEFA-e te UEFA ne uključuje utakmice u Kupu velesajamskih gradova u službene statistike klubova. FIFA naprotiv priznaje to natjecanje. Natjecanje se održavalo od 1955. godine do 1972. godine kada je ukinuto. Osim Dinama osvajači su bili tri puta Barcelona, po dva puta Valencia i Leeds United te po jednom Arsenal, Ferencváros, Newcastle United, Real Zaragoza i Roma.
Dinamo je igrao i polufinale Kupa pobjednika kupova u sezoni 1960./61.. Od 1970-ih Dinamo ne postiže značajnije rezultate sve do druge polovice devedesetih kada se neovisnoj Hrvatskoj uspijeva dva puta kvalificirati u Ligu prvaka. U 21. stoljeću Dinamo je redovit sudionik europskih natjecanja, Lige prvaka i Europske lige. Dinamo je do sad ukupno devet puta bio sudionik Lige prvaka i to u sezonama 1998./99., 1999./00., 2011./12., 2012./13., 2015./16., 2016./17., 2019./20., 2022./23. i 2024./25.
Dinamo je nakon 49 godina prezimio u Europi što mu nije uspjelo od 1970. godine te je dočekao europsko proljeće 2019. kada je igrao osminu završnice Europske lige gdje je izgubio od Benfice (1:0, 0:3 u produžetcima). 

### Statistika u Europi
Bilješka: Uključene su utakmice u Kupu velesajamskih gradova koje nije organizirala UEFA i koje nisu uključene u službenu statistiku UEFA-e.
 Ukinuta natjecanja su navedena u kurzivu.
| Natjecanje                  | Utakmice | Pobjede | Neriješeno | Porazi | Postignuti pogodci | Primljeni pogodci |
| --------------------------- | -------- | ------- | ---------- | ------ | ------------------ | ----------------- |
| UEFA Liga prvaka Kup prvaka | 129      | 55      | 25         | 49     | 197                | 176               |
| UEFA Europska liga Kup UEFA | 116      | 43      | 28         | 45     | 169                | 144               |
| UEFA Kup pobjednika kupova  | 30       | 11      | 5          | 14     | 31                 | 38                |
| Kup velesajamskih gradova   | 38       | 15      | 10         | 13     | 65                 | 47                |
| Ukupno                      | 313      | 124     | 68         | 121    | 459                | 405               |

Izvor: uefa.com, ažurirano 19. rujna 2019.

### Domaće i gostujuće utakmice
| Ukupno    | Utakmice | Pobjede | Nerješeno | Porazi | Postignuti pogodci | Primljeni pogodci | Razlika |
| --------- | -------- | ------- | --------- | ------ | ------------------ | ----------------- | ------- |
| Domaće    | 156      | 78      | 34        | 44     | 288                | 174               | +114    |
| Gostujuće | 157      | 46      | 34        | 77     | 171                | 231               | −60     |
| Ukupno    | 313      | 124     | 68        | 121    | 459                | 405               | +54     |

Izvor: uefa.com, ažurirano 19. rujna 2019.

## Imena kroz povijest
| 1911. – 1945. | 1. hrvatski građanski športski klub |
| 1945. – 1949. | FD(K) Dinamo                        |
| 1949. – 1950. | SD Dinamo                           |
| 1950. – 1991. | NK Dinamo                           |
| 1991. – 1993. | NK HAŠK Građanski                   |
| 1993. – 2000. | NK Croatia                          |
| 2000. – 2011. | NK Dinamo                           |
| 2011. – danas | GNK Dinamo                          |

## Grb i dres
Dres Dinama tradicionalno je tamnoplave boje. Rezervni je dres bijeli, a u novije je vrijeme zamijenjen srebrnom inačicom. Godine 2007. novi je dobavljač športske opreme Diadora po prvi put u Dinamovoj povijesti prezentirala narančasti dres za gostujuće utakmice. Grb Dinama okruglog je oblika, podijeljen kosom crtom na dvije jednake polovice. Na desnoj strani, na plavoj podlozi, nalazi se malo tiskano slovo d bijele boje sa zlatnim obrubom. Na lijevoj strani nalazi se hrvatski povijesni grb. Obrubljen je zlatnom bojom, no u zadnjih nekoliko godina koristila se i srebrna inačica. U uporabi je od 1969. godine, kada je zamijenio stari grb u obliku štita, a inspiracija mu je bio grb Građanskog.

## Klupski uspjesi
Natjecanja do 1945. godine osvojio je Građanski
*Kod domaćih natjecanja označuje nenacionalna prvenstva
| Natjecanja                                              | Natjecanja                                       | Mjesto                                           | Sezona |                                                  |                                                  |
| 89 domaćih natjecanja                                   | 89 domaćih natjecanja                            | 89 domaćih natjecanja                            | 89 domaćih natjecanja | 89 domaćih natjecanja                            | 89 domaćih natjecanja                            |
| 49 prvenstava (36 nacionalnih, 13 nenacionalnih)        | 49 prvenstava (36 nacionalnih, 13 nenacionalnih) | 49 prvenstava (36 nacionalnih, 13 nenacionalnih) | 49 prvenstava (36 nacionalnih, 13 nenacionalnih) | 49 prvenstava (36 nacionalnih, 13 nenacionalnih) | 49 prvenstava (36 nacionalnih, 13 nenacionalnih) |
| ------------------------------------------------------- | ------------------------------------------------ | ------------------------------------------------ | --- | ------------------------------------------------ | ------------------------------------------------ |
| Prvenstvo Hrvatske i Slavonije (Austro-Ugarska)*        | Prvak                                            | 0                                                | / |                                                  |                                                  |
| Prvenstvo Hrvatske i Slavonije (Austro-Ugarska)*        | Drugi                                            | 0                                                | / |                                                  |                                                  |
| Prvenstvo Hrvatske i Slavonije (Austro-Ugarska)*        | Treći                                            | 1                                                | 1912./13. (u trenutku prekida) |                                                  |                                                  |
| Ratno prvenstvo grada Zagreba*                          | Prvak                                            | 1                                                | 1918. (II.) (u trenutku prekida) |                                                  |                                                  |
| Ratno prvenstvo grada Zagreba*                          | Drugi                                            | 1                                                | 1918. (I.) |                                                  |                                                  |
| Ratno prvenstvo grada Zagreba*                          | Treći                                            | 0                                                | / |                                                  |                                                  |
| Prvenstvo grada Zagreba*                                | Prvak                                            | 1                                                | 1918./19. |                                                  |                                                  |
| Prvenstvo grada Zagreba*                                | Drugi                                            | 0                                                | / |                                                  |                                                  |
| Prvenstvo grada Zagreba*                                | Treći                                            | 0                                                | / |                                                  |                                                  |
| Prvenstvo Hrvatske i Slavonije (SHS)*                   | Prvak                                            | 1                                                | 1919. |                                                  |                                                  |
| Prvenstvo Hrvatske i Slavonije (SHS)*                   | Drugi                                            | 0                                                | / |                                                  |                                                  |
| Prvenstvo Hrvatske i Slavonije (SHS)*                   | Treći                                            | 0                                                | / |                                                  |                                                  |
| Prvenstvo Zagrebačkog nogometnog podsaveza*             | Prvak                                            | 6                                                | 1919./20., 1923., 1923./24., 1924./25., 1925./26., 1927./28. |                                                  |                                                  |
| Prvenstvo Zagrebačkog nogometnog podsaveza*             | Drugi                                            | 7                                                | 1920./21., 1926./27. (1. A razred), 1928./29., 1930./31. (1. razred), 1931./32. (1. A razred), 1932./33. (1. A razred), 1935./36. (1. podsavezni razred) |                                                  |                                                  |
| Prvenstvo Zagrebačkog nogometnog podsaveza*             | Treći                                            | 2                                                | 1921./22., 1929./30. (1. razred) |                                                  |                                                  |
| Prvenstvo Kraljevine SHS/Kraljevine Jugoslavije         | Prvak                                            | 5                                                | 1923., 1926., 1928., 1936./37., 1939./40. |                                                  |                                                  |
| Prvenstvo Kraljevine SHS/Kraljevine Jugoslavije         | Drugi                                            | 2                                                | 1925., 1938./39. |                                                  |                                                  |
| Prvenstvo Kraljevine SHS/Kraljevine Jugoslavije         | Treći                                            | 3                                                | 1930./31., 1934./35., 1937./38. |                                                  |                                                  |
| Hrvatsko-slovenska liga*                                | Prvak                                            | 1                                                | 1939./40. |                                                  |                                                  |
| Hrvatsko-slovenska liga*                                | Drugi                                            | 0                                                | / |                                                  |                                                  |
| Hrvatsko-slovenska liga*                                | Treći                                            | 0                                                | / |                                                  |                                                  |
| Prvenstvo Banovine Hrvatske*                            | Prvak                                            | 0                                                | / |                                                  |                                                  |
| Prvenstvo Banovine Hrvatske*                            | Drugi                                            | 1                                                | 1940./41. |                                                  |                                                  |
| Prvenstvo Banovine Hrvatske*                            | Treći                                            | 0                                                | / |                                                  |                                                  |
| Prvenstvo NDH                                           | Prvak                                            | 2                                                | 1941. (u trenutku prekida), 1943. |                                                  |                                                  |
| Prvenstvo NDH                                           | Drugi                                            | 2                                                | 1942., 1944. (skupina Zagreb) |                                                  |                                                  |
| Prvenstvo NDH                                           | Тreći                                            | 0                                                | / |                                                  |                                                  |
| Prvenstvo Zagrebačkog nogometnog dosaveza*              | Prvak                                            | 2                                                | 1942./43., 1943./44. |                                                  |                                                  |
| Prvenstvo Zagrebačkog nogometnog dosaveza*              | Drugi                                            | 1                                                | 1945. (u trenutku prekida) |                                                  |                                                  |
| Prvenstvo Zagrebačkog nogometnog dosaveza*              | Treći                                            | 0                                                | / |                                                  |                                                  |
| Prvenstvo Zagreba*                                      | Prvak                                            | 1                                                | 1946. |                                                  |                                                  |
| Prvenstvo Zagreba*                                      | Drugi                                            | 0                                                | / |                                                  |                                                  |
| Prvenstvo Zagreba*                                      | Тreći                                            | 0                                                | / |                                                  |                                                  |
| Hrvatska liga*                                          | Prvak                                            | 0                                                | / |                                                  |                                                  |
| Hrvatska liga*                                          | Drugi                                            | 1                                                | 1946. |                                                  |                                                  |
| Hrvatska liga*                                          | Тreći                                            | 0                                                | / |                                                  |                                                  |
| Prva savezna liga Jugoslavije                           | Prvak                                            | 4                                                | 1947./48., 1953./54., 1957./58., 1981./82. |                                                  |                                                  |
| Prva savezna liga Jugoslavije                           | Drugi                                            | 11                                               | 1946./47., 1951., 1959./60., 1962./63., 1965./66., 1966./67., 1968./69., 1976./77., 1978./79., 1989./90., 1990./91. |                                                  |                                                  |
| Prva savezna liga Jugoslavije                           | Тreći                                            | 7                                                | 1954./55., 1961./62., 1963./64., 1967./68., 1970./71., 1975./76., 1982./83. |                                                  |                                                  |
| 1. HNL/HNL                                              | Prvаk                                            | 25                                               | 1992./93., 1995./96., 1996./97., 1997./98., 1998./99., 1999./00., 2002./03., 2005./06., 2006./07., 2007/08., 2008./09., 2009./10., 2010./11., 2011./12., 2012./13., 2013./14., 2014./15., 2015./16., 2017./18., 2018./19., 2019./20., 2020./21., 2021./22., 2022./23., 2023./24. |                                                  |                                                  |
| 1. HNL/HNL                                              | Drugi                                            | 5                                                | 1994./95., 2000./01., 2003./04., 2016./17., 2024./25. |                                                  |                                                  |
| 1. HNL/HNL                                              | Тreći                                            | 2                                                | 1993./94., 2001./02. |                                                  |                                                  |
| 32 kupa (26 nacionalnih, 6 nenacionalnih)               |                                                  |                                                  | |                                                  |                                                  |
| Kup Zagrebačkog nogometnog podsaveza/Balokovićev pokal* | Osvajač                                          | 6                                                | 1922./23., 1926./27., 1927./28., 1933./34., 1934./35., 1935./36. |                                                  |                                                  |
| Kup Zagrebačkog nogometnog podsaveza/Balokovićev pokal* | Finalist                                         | 3                                                | 1924./25., 1925./26., 1929./30. |                                                  |                                                  |
| Kup Kraljevine Jugoslavije                              | Osvajač                                          | 1                                                | 1937./38. |                                                  |                                                  |
| Kup Kraljevine Jugoslavije                              | Finalist                                         | 1                                                | 1936. |                                                  |                                                  |
| Kup NDH                                                 | Osvajač                                          | 1                                                | 1941. |                                                  |                                                  |
| Kup NDH                                                 | Finalist                                         | 0                                                | / |                                                  |                                                  |
| Kup FNR/SFR Jugoslavije                                 | Osvajač                                          | 7                                                | 1951., 1959./60., 1962./63., 1964./65., 1968./69., 1979./80., 1982./83. |                                                  |                                                  |
| Kup FNR/SFR Jugoslavije                                 | Finalist                                         | 8                                                | 1950., 1963./64., 1965./66., 1971./72., 1975./76., 1981./82., 1984./85., 1985./86. |                                                  |                                                  |
| Кup Hrvatske                                            | Osvajač                                          | 17                                               | 1993./94., 1995./96., 1996./97., 1997./98., 2000./01., 2001./02., 2003./04., 2006./07., 2007./08., 2008./09., 2010./11., 2011./12., 2014./15., 2015./16., 2017./18., 2020./21., 2023./24.                                                                                        |                                                  |                                                  |
| Кup Hrvatske                                            | Finalist                                         | 7                                                | 1992., 1992./93., 1994./95., 1999./00., 2013./14., 2016./17., 2018./19. |                                                  |                                                  |
| 8 superkupova                                           |                                                  |                                                  | |                                                  |                                                  |
| Superkup Hrvatske                                       | Osvajač                                          | 8                                                | 2002., 2003., 2006., 2010., 2013., 2019., 2022., 2023. |                                                  |                                                  |
| Superkup Hrvatske                                       | Finalist                                         | 4                                                | 1993., 1994., 2004., 2014. |                                                  |                                                  |
| 2 europska natjecanja                                   |                                                  |                                                  | |                                                  |                                                  |
| UEFA Europska liga                                      | Osvajač                                          | 0                                                | / |                                                  |                                                  |
| UEFA Europska liga                                      | Finalist                                         | 0                                                | / |                                                  |                                                  |
| UEFA Europska liga                                      | Polufinale                                       | 0                                                | / |                                                  |                                                  |
| UEFA Europska liga                                      | Četvrtfinale                                     | 1                                                | 2020./21. |                                                  |                                                  |
| UEFA Kup pobjednika kupova                              | Osvajač                                          | 0                                                | / |                                                  |                                                  |
| UEFA Kup pobjednika kupova                              | Finalist                                         | 0                                                | / |                                                  |                                                  |
| UEFA Kup pobjednika kupova                              | Polufinale                                       | 1                                                | 1960./61. |                                                  |                                                  |
| UEFA Kup pobjednika kupova                              | Četvrtfinale                                     | 2                                                | 1964./65., 1969./70. |                                                  |                                                  |
| Kup velesajamskih gradova                               | Osvajač                                          | 1                                                | 1966./67. |                                                  |                                                  |
| Kup velesajamskih gradova                               | Finalist                                         | 1                                                | 1962./63. |                                                  |                                                  |
| Kup velesajamskih gradova                               | Polufinale                                       | 0                                                | / |                                                  |                                                  |
| Kup velesajamskih gradova                               | Četvrtfinale                                     | 0                                                | / |                                                  |                                                  |
| Mitropa/Zentropa kup                                    | Osvajač                                          | 0                                                | / |                                                  |                                                  |
| Mitropa/Zentropa kup                                    | Finalist                                         | 0                                                | / |                                                  |                                                  |
| Mitropa/Zentropa kup                                    | 3./4. mjesto/polufinale                          | 3                                                | 1940. (4. mjesto), 1951. (3. mjesto), 1962. (polufinale) |                                                  |                                                  |
| Mitropa/Zentropa kup                                    | Četvrtfinale                                     | 2                                                | 1928., 1966./67. |                                                  |                                                  |
| Balkanski kup                                           | Osvajač                                          | 1                                                | 1976. |                                                  |                                                  |
| Balkanski kup                                           | Finalist                                         | 0                                                | / |                                                  |                                                  |
| Balkanski kup                                           | Polufinale                                       | 0                                                | / |                                                  |                                                  |
| Balkanski kup                                           | Četvrtfinale                                     | 0                                                | / |                                                  |                                                  |

## Navijači

### Bad Blue Boys
Iako je Dinamo kroz povijest pratila vojska navijača, prva organizirana grupa pojavila se tek 1980-ih godina. Nekolicina najvjernijih i najzagriženijih navijača Plavih, po uzoru na inozemne grupe, osnovala je navijačku grupu Bad Blue Boys. Naziv grupe inspirirao je u to vrijeme vrlo popularan film Bad Boys sa Seanom Pennom u glavnoj ulozi.
Od osnutka 17. ožujka 1986. godine, na utakmici s Hajdukom u Splitu, bodre Dinamo u velikom broju, kako na domaćim, tako i na gostujućim utakmicama. Tijekom godina, unatoč brojnim incidentima, postali su zaštitni znak kluba zbog svoje vjernosti i fanatičnog navijanja. Na domaćim utakmicama smješteni su na sjevernoj tribini maksimirskog stadiona. 
Ujedinjeni su u Udrugu navijača Dinama, sa sjedištem u Draškovićevoj ulici u Zagrebu i Klub navijača Bad Blue Boys. Kao maskotu grupe prihvatili su buldoga, a himna je skupine pjesma Dinamo ja volim. Izdavali su fanzin posvećen njima (Ajmo plavi), a u prosincu 2006. godine pokrenut je fanzin Dinamov sjever kao službeno glasilo Udruge navijača Dinama. Izdaju videomaterijale, a imaju i svoje međumrežne stranice.

### Popularnost
Dinamo je kroz povijest uvijek imao veliku vojsku navijača, kako u Hrvatskoj i Bosni i Hercegovini, tako i diljem svijeta. Dinamo su u Jugoslaviji uglavnom simpatizirali Hrvati, jer je bio jedan od simbola hrvatstva. GfK Hrvatska proveo je 2005. istraživanje koje se bavilo popularnošću nogometnih klubova u Hrvatskoj i približno 33 % ispitanika navelo je da navija za Dinamo, što je otprilike 1.500.000 ljudi, trećina ljudi navela je da navija za druge hrvatske klubove, a preostala trećina da ih nogomet ne zanima, te ne navijaju ni za koga. Godine 2010. ponovno je provedeno istraživanje, a 36 % ispitanika (1.600.000) navelo je Dinamo kao klub za koji navija.
Dinamo je najpopularniji klub u Zagrebu, Sjevernoj, Središnjoj Hrvatskoj i Slavoniji, ukratko u panonskom dijelu Hrvatske. U istraživanju je uključeno samo područje Republike Hrvatske, tako da je broj navijača širom svijeta vjerojatno još i veći. Dinamo velik broj navijača ima u susjednoj Bosni i Hercegovini, posebice u dijelovima gdje žive Hrvati, poput zapadne Hercegovine, dijelova Srednje Bosne i Posavine. U inozemstvu, navijači Dinama u većem broju žive u Austriji, Švicarskoj, Njemačkoj, SAD-u, Kanadi i Australiji.
Rezultati po regijama:
- Zagreb i okolica: 55 % ispitanika navija za Dinamo
- Sjeverna Hrvatska: 42 % ispitanika navija za Dinamo
- Lika, Kordun, Banovina: 41 % ispitanika navija za Dinamo
- Slavonija: 33 % ispitanika navija za Dinamo
- Istra, Hrvatsko primorje i Gorski kotar: 11 % ispitanika navija za Dinamo
- Dalmacija: 7 % ispitanika navija za Dinamo

## Stadion Maksimir
Stadion Maksimir najveći je nogometni stadion u Zagrebu na kojem domaće utakmice igra GNK Dinamo. Nazvan je po gradskom kvartu u kojem se nalazi. Prvotnim igralištem se služio HAŠK od 1912. godine, a 1948. godine na služenje ga je dobio Dinamo. Klub je uskoro na igralištu podigao zgradu, nasipe za stajanje, a na zapadnom dijelu malenu tribinu. Prvu utakmicu Dinamo je na Maksimiru odigrao 19. rujna 1948. godine s beogradskim Partizanom (2:1), pred 40.000 gledatelja.
Postojeći stadion počeo se graditi 1952. godine, a projektanti su bili arhitekti Vladimir Turina, Eugen Ehrlich i Franjo Neidhardt. U prvoj dionici gradnje 1954. godine dovršene su atletska staza i zapadna tribina. Sjeverna tribina podignuta je 1955. godine, a u trećoj dionici izgrađeni su zapadni ulaz, blagajna, sanitarni čvor na zapadu te žičana ograda oko stadiona. U četvrtoj etapi gradnje 1961. godine izgrađena je istočna tribina, koja ujedno natkriva zapadnu tribinu pomoćnog igrališta Hitrec – Kacian, te je postavljena rasvjeta. Gradnja južne tribine započela je 1964., a završila 1969. godine. Uprava Dinama 1972. godine preselila se iz prostorija u Haulikovoj ulici na stadion. 
Godine 1974. na stadion je uvedena nova rasvjeta, a 1998. godine počelo je opsežno preuređenje stadiona: srušene su sjeverna tribina te zapadno, istočno i južno stajanje, a dograđena je zapadna tribina i sagrađena nova sjeverna tribina čime je narušen prvotni izgled stadiona. Zbog nerealnih planova i nedostatka sredstava radovi nisu završeni, pa se stadion u 2000-ima koristio u nedovršenom stanju. 
Prije uvođenja sjedalica na zapadnu i istočnu tribinu kapacitet stadiona bio je 64.000 gledatelja, a u 2000-ima stadion je mogao primiti 40.000 gledatelja. Na maksimirskom stadionu igrane su utakmice Europskog prvenstva 1976. godine, a na njemu je većinu utakmica odigrala hrvatska reprezentacija od 1990. godine. Danas se njime redovito koristi i upravlja GNK Dinamo.
U ljeto 2011. godine stadion je podvrgnut temeljitom renoviranju. Sve su sjedalice zamijenjene, postavljen je novi teren s drenažom i grijanjem, te nove klupe za pričuvne igrače. Uređene su novinarske, VIP lože i mjesta za invalide, atletska je staza prekrivena plavom umjetnom travom, a zidovi ispod tribina plavim platnom. Stare stolice (5000 stolica) donirane su GOŠK Gabeli.
Tribina istok zatvorena je za gledatelje zbog potresa koji je pogodio Zagreb 22. ožujka 2020. godine, te je trenutačan kapacitet stadiona 24.851.

## Nogometna škola Hitrec – Kacian
Dinamova nogometna škola nosi ime po dvije legende zagrebačkog nogometa: Ici Hitrecu i Ratku Kacianu. Ico Hitrec je po mnogima bio najbolji zagrebačke nogometaš prije Drugoga svjetskog rata. Bio je vođa napada HAŠK-a. Kao jedan od prvih hrvatskih internacionalaca, karijeru je nastavio u švicarskom Grasshoppersu, a Kicker, tada najveći sportski list Europe, uvrstio ga je u najbolju momčad Starog kontinenta. 
Bio je i prvi tehnički referent Dinama 1945. godine, u čijoj su se radnoj sobi, u Električnoj centrali, u Gundulićevoj ulici, okupljali najistaknutiji igrači Građanskog razgovarajući o stvaranju novog kluba plave boje. Ratko Kacian je, igrajući s Hitrecom, bio prvak s HAŠK-om 1937./38., a deset godina kasnije sudjelovao je u osvajanju prvog Dinamovog naslova prvaka. Sadašnji direktor nogometne škole je Romeo Jozak.
Prvi pisani tragovi o mlađim kategorijama sežu u 1924. godinu kada je u Zagrebu prvi put odigrana je međunarodna utakmica juniora. U Zagrebu je 2. kolovoza gostovala jedna od tadašnjih najboljih bečkih momčadi Vienna i odigrala utakmicu protiv juniora Građanskog. Susret je završio 4:2 pobjedom Bečana, a postava tih prvih juniora Građanskog glasila je: Petrović – Varkljan (Modlić), Knežević – Katić, Artl, Maldini – Igrački, Arnold, Bobnar, Ivančić, Očić. 
Veliki napredak u razvoju nogometne škole dolazi krajem 1930-ih kada za trenera Građanskog dolazi legendarni Márton Bukovi koji radi mini revoluciju u radu s mladim igračima preuzimajući na sebe uz seniorsku momčad i rad s mlađim uzrastima. U školi su tih godina stasali Čonč, Bobek, Zebec.
Nakon završetka Drugog svjetskog rata Dinamo nastavlja poklanjati posebnu pozornost radu s mladima i odgoju novih igrača. Ponovno je učitelj Bukovi inicijator kreacije novih naraštaja nogometaša nakon velikog egzodusa nogometne kvalitete iz Zagreba. Iz tog doba, juniorski sastav trenirao je bivši proslavljeni vratar Građanskog, Maksimilijan Mihelčič. Prve uspjehe i procvat pogona za rad s mlađim kategorijama klub doživljava 1950., kada je skrb o juniorima preuzeo Mirko Kokotović te iste godine mladići osvajaju prvenstvo Zagreba, Hrvatske i Jugoslavije.
Godine 1952. Branko Horvatek počeo je pripremati jednu od najistaknutijih generacija u plavom. Pod njegovom su paskom stasali Dražan Jerković, Mladen Košćak,  Marijan Kolonić i mnogi drugi. Novi su naslov prvaka Dinamovi juniori osvojili 1954. godine. Značajan trenutak u povijesti nogometne škole zbio se 1967. godine kada su juniori predvođeni igračima kao što su Marijan Čerček i Marijan Novak ostvarili značajne uspjehe, osvojivši omladinski Kup Jugoslavije. Bio je to dovoljan povod za odluku o osnivanju prve nogometne škole pod nazivom Hitrec – Kacian. Odluka je donesena 27. prosinca 1967. godine.
Koliko je to bio značajan korak unaprijed pokazat će uspješne 1970-te kad su juniori tri puta zaredom bili prvaci Jugoslavije i jednom osvajači kupa i što je još važnije isprofilirali igrače za prvu momčad koji će kasnije postati ikone kluba. U prvim redovima to su Zlatko Kranjčar, Velimir Zajec,  Josip Kuže i Marijan Vlak. Dinamo je ranih 1980-ih počeo organizirano raditi s djecom već od 6. godine života (otvorena škola). Sve to sigurno je dalo velike rezultate klubu, u nogometnoj školi stasali su svjetski poznati igrači poput Zvonimira Bobana i Roberta Prosinečkog.
Ulaskom u 21. stoljeće dolazi do modernizacije nogometne škole i uspon u neslućene visine. Ozbiljni početak ustrojavanja Nogometne škole počeo je s Božidarom Šikićem kad se dodatno intenzivirao rad s mladima. Ipak, dizanje kvalitete na vrhunsku europsku razinu krenuo je dolaskom Romea Jozaka na mjesto direktora škole, 2007. godine. Rad u školi organiziran je tako da svaka kategorija ima svoje trenere, a zajednički im je cilj osposobiti što više darovitih igrača za prvi sastav. Sve dobne kategorije postižu zapažene rezultate, juniori i kadeti nižu uspjehe u prvenstvu Hrvatske, Hrvatskom kupu, kao i na istaknutim međunarodnim turnirima.
Zapaženi igrači koji su stasali u nogometnoj školi zadnjih godina su: Eduardo da Silva, Niko Kranjčar, Luka Modrić, Vedran Ćorluka, Dejan Lovren, Milan Badelj, Šime Vrsaljko, Andrej Kramarić, Mateo Kovačić, Tin Jedvaj, Alen Halilović, Ante Ćorić, Josip Brekalo.
Nogometna škola je 2004. godine dobila Trofej podmlatka, najvišu nagradu Hrvatskog nogometnog saveza.
Dinamova nogometna škola zadnjih je godina smatrana jednom od najboljih u Europi. Dinamova škola je drugi najbolji proizvođač igrača koji trenutačno[kada?] igraju u najjačim europskim ligama. Modri su u svojoj školi imali čak 67 igrača iz top liga koji su u klubu bili u razdoblju od 15. do 21. godine. Institut za nogometnu statistiku CIES objavio je popis najboljih nogometnih škola Europe, a prema njegovom istraživanju najbolja je Ajaxova sa 71 igračem u top ligama, a slijedi Dinamo sa 67 igrača.
Od igrača hrvatske nogometne reprezentacije koji su osvojili broncu na Svjetskom prvenstvu u Francuskoj 1998. protiv Nizozemske, sedmorica su bili bivši igrači Dinama: Dražen Ladić, Robert Prosinečki, Mario Stanić, Zvonimir Soldo, Krunoslav Jurčić, kapetan momčadi Zvonimir Boban te Zlatna kopačka Davor Šuker, najbolji strijelac prvenstva sa 6 golova.
U polufinalu Svjetskog nogometnog prvenstva u Rusiji 2018. godine Dinamo je bio rekorder s desetoricom igrača iz svoje nogometne škole dok su sljedeći po redu Manchester United, Anderlecht i Standard Liège imali petoricu igrača. Od 23 hrvatskih reprezentativaca koji su osvojili srebro u Rusiji, čak njih 14 su bili igrači Dinama.
Od igrača koji su nastupili u finalu Svjetskog prvenstva 2018. u Rusiji protiv Francuske šestorica su bivši igrači Dinama: Šime Vrsaljko, Dejan Lovren, Domagoj Vida, Marcelo Brozović, Mario Mandžukić i Luka Modrić, kapetan i najbolji igrač svjetskog prvenstva odnosno osvajač Zlatne lopte. Kapetani reprezentacije Boban i Modrić su ujedno i bivši kapetani Dinama, a Boban je najmlađi kapetan Dinama u povijesti.
Juniori Dinama osvojili su Manchester United Premijer kup 2012./13. u Manchesteru. Mlada momčad Dinama osvojila je FIFA Kup mladih 2018. godine.
Dinamovi juniori su se pobjedom nad vršnjacima iz Southamptona 3:1 u polufinalu elitnog natjecanja Internacionalni kup Premier lige 2018./19., neslužbene Lige prvaka za taj uzrast, plasirali u finale s Bayernom. Finale su izgubili 2:0.
Dinamo je 2019. godine igrao četvrtfinale Lige prvaka mladih s juniorima Chelseaja gdje su ispali nakon jedanaesteraca. Dinamovi juniori su se plasirali u četvrtfinale Lige prvaka mladih 2020. godine protiv Benfice.

## Vječni derbi
Vječni derbi hrvatskog nogometa između splitskog Hajduka i zagrebačkog Dinama je najveće i najznačajnije suparništvo između dvaju klubova u Hrvatskoj. Iako bi pravilnije bilo reći suparništvo, ime derbi se udomaćilo, tako da se susreti ta dva kluba nazivaju Vječni derbi. Suparništvo splitskih bilih i zagrebačkih plavih traje od 1913. godine kada su Hajduk i Građanski odigrali prvu utakmicu. 

## Momčad

### Trenutačna momčad
Zadnji put ažurirano: 21. kolovoza 2025.

Napomena: Zastave označavaju reprezentaciju kako je definirano FIFA-inim pravilima prihvatljivosti. Igrači mogu imati više od jednog državljanstva izvan FIFA-e.
| Br. | Poz. | Država | Igrač                 |
| --- | ---- | ------ | --------------------- |
| 1   | VRA  |        | Danijel Zagorac       |
| 2   | BRA  |        | Moreno Živković       |
| 3   | BRA  |        | Bruno Goda            |
| 4   | BRA  |        | Raúl Torrente         |
| 6   | VEZ  |        | Gonzalo Villar        |
| 7   | VEZ  |        | Luka Stojković        |
| 8   | VEZ  |        | Miha Zajc             |
| 9   | NAP  |        | Dion Drena Beljo      |
| 10  | VEZ  |        | Gabriel Vidović       |
| 11  | NAP  |        | Arbër Hoxha           |
| 14  | VEZ  |        | Marko Soldo           |
| 15  | BRA  |        | Niko Galešić          |
| 17  | NAP  |        | Sandro Kulenović      |
| 18  | BRA  |        | Ronaël Pierre-Gabriel |
| 19  | NAP  |        | Juan Córdoba          |
| 20  | VEZ  |        | Robert Mudražija      |
| 21  | NAP  |        | Mateo Lisica          |
| 22  | BRA  |        | Matteo Pérez Vinlöf   |

| Br. | Poz. | Država | Igrač                     |
| --- | ---- | ------ | ------------------------- |
| 23  | NAP  |        | Cardoso Varela            |
| 25  | BRA  |        | Moris Valinčić            |
| 26  | BRA  |        | Scott McKenna             |
| 27  | VEZ  |        | Josip Mišić (kapetan)     |
| 28  | BRA  |        | Kévin Théophile-Catherine |
| 30  | NAP  |        | Fran Topić                |
| 33  | VRA  |        | Ivan Nevistić             |
| 35  | BRA  |        | Noa Mikić                 |
| 36  | BRA  |        | Sergi Domínguez           |
| 44  | VRA  |        | Ivan Filipović            |
| 55  | BRA  |        | Dino Perić                |
| 70  | NAP  |        | Dario Špikić              |
| 71  | NAP  |        | Monsef Bakrar             |
| 77  | VEZ  |        | Dejan Ljubičić            |
| 86  | BRA  |        | Leon Jakirović            |
| 88  | VRA  |        | Nikola Čavlina            |

### Na posudbi
Napomena: Zastave označavaju reprezentaciju kako je definirano FIFA-inim pravilima prihvatljivosti. Igrači mogu imati više od jednog državljanstva izvan FIFA-e.
| Br. | Poz. | Država | Igrač                                                    |
| --- | ---- | ------ | -------------------------------------------------------- |
| —   | NAP  |        | Toni Majić (posuđen Zrinjskom do 10. siječnja 2026.)     |
| —   | VEZ  |        | Branko Pavić (posuđen Dubravi do 30. lipnja 2026.)       |
| —   | BRA  |        | Mauro Perković (posuđen Cracoviji do 10. siječnja 2026.) |
| —   | VEZ  |        | Lukas Kačavenda (posuđen LASK Linz do 30. lipnja 2026.)  |
| —   | NAP  |        | Lovre Kulušić ( Bravu do 30. lipnja 2026.)               |
| —   | BRA  |        | Samy Mmaee (posuđen Qarabağu do 30. lipnja 2026.)        |

## Momčadi prvaka
Slijede momčadi prvaka za svaku sezonu u klupskoj povijesti osim onih u kojima je Građanski bio prvak Prvenstva Zagrebačkog nogometnog podsaveza, no nije bio prvak države. Također ne uključuje podatke za Prvenstvo Hrvatske i Slavonije, Ratno prvenstvo grada Zagreba, Prvenstvo grada Zagreba, Prvenstvo Zagrebačkog nogometnog dosaveza, Prvenstvo Zagreba 1946. i Hrvatsku ligu 1946. Iza imena svakog igrača naveden je broj njegovih ligaških nastupa i pogodaka za tu sezonu.
- Građanski, prvak u sezoni 1923.
- Građanski, prvak u sezoni 1926.
- Građanski, prvak u sezoni 1936./37.

| Sezona    | Igrači | Trener                                                                                            | Najbolji strijelac                    | Napomena | Izvor  |
| --------- | --- | ------------------------------------------------------------------------------------------------- | ------------------------------------- | --- | ------ |
| 1923.     | Franjo Mantler (7/9), Dragutin Babić (7/3), Viktor Götz (7/2), Antun Pavleković (7/2), Fritz Ferderber (7/1), Rudolf Rupec (7/1), Dragutin Vrđuka (7/1), Stjepan Pasinek (6/4), Dragutin Vragović (6/3), Emil Perška (6/2), Jaroslav Šifer (5), Dragutin Bažant (2), Hugo Kinert (1/1), Marijan Golner (1), Dušan Pejnović (1) | Arthur Gaskell                                                                                    | Franjo Mantler (9)                    | Broj nastupa i postignutih pogodaka uključuje utakmice Prvenstva Kraljevine Srba, Hrvata i Slovenaca 1923. i Prvenstva Zagrebačkog nogometnog podsaveza 1923. Građanski je osvojio oba natjecanja.     | [ 18 ] |
| 1926.     | Franjo Giller (13/18), Dragutin Vragović (13/6), Gustav Remec (13), Franjo Mantler (12/12), Emil Perška (12/9), Maksimilijan Mihelčič (12), Rudolf Hitrec (10/4), Géza Ábrahám (8/9), Ivan Ivančić (8), Stjepan Pasinek (7/7), Luka Vidnjević (7/1), Zvonimir Artl (7), Eugen Dasović (5/2), Rudolf Rupec (5), Miroslav Arnold (3/1), Dragutin Babić (3), Antun Pavleković (2/2), „Očić” (2), Josip Polić (2), „Potocki” (1/4), „Galović” (1), „Gjurgjan” (1), Vladimir Kokotović (1), Đuro Petermanec (1), Šloser Stanković (1), Ljubomir Štampfl (1), Vilim Vokaun (1), Vilim Witte (1) | Imre Poszony                                                                                      | Franjo Giller (18)                    | Broj nastupa i postignutih pogodaka uključuje utakmice Prvenstva Kraljevine Srba, Hrvata i Slovenaca 1926. i Prvenstva Zagrebačkog nogometnog podsaveza 1925./26. Građanski je osvojio oba natjecanja. | [ 19 ] |
| 1928.     | Slavin Cindrić (19/28), Franjo Mantler (19), Rudolf Hitrec (18), Viktor Pikić (17/1), Maksimilijan Mihelčič (17), Nikola Babić (16/11), Emil Perška (16/5), Zvonimir Stanković (15/3), Dragutin Babić (13/11), Zvonimir Gmajnički (12), Stjepan Pasinek (8/10), Mato Mekić (7), Gustav Remec (7), Franjo Giler (5/2), Ivan Ivančić (4/2), „Bugar” (3), Dragutin Bratulić (2), Mirko Korošec (2), Stanislav Kreč (2), Đuro Petermanec (2), Anton Gumhalter (1), Franjo Kovačić (1), Rudolf Kralj (1), Hermenegildo Kranjc (1), Alfons Pažur (1) | Josef Brandstätter                                                                                | Slavin Cindrić (28)                   | Broj nastupa i postignutih pogodaka uključuje utakmice Prvenstva Jugoslavije 1928. i Prvenstva Zagrebačkog nogometnog podsaveza 1927./28. Građanski je osvojio oba natjecanja.                         | [ 20 ] |
| 1936./37. | Emil Urch (18), Branko Pleše (17/11), Mirko Kokotović (17/2), Ivan Jazbinšek (17), Josip Kovačević (16), August Lešnik (15/16), Bernard Hügl (15), Ivica Medarić (14/7), Svetozar Đanić (13/4), Milan Antolković (12/7), August Bivec (11), Miroslav Brozović (10/2), Franjo Cesarec (7), Antun Pogačnik (5), August Jutt (3), Marko Rajković (3), Idriz Lađarević (2), Boris Župančić (2), Dragutin Košutić (1) | Márton Bukovi                                                                                     | August Lešnik (16)                    | | [ 21 ] |
| 1939./40. | August Lešnik (28/40), Ivan Jazbinšek (26), Franjo Wölfl (24/25), Florijan Matekalo (23/10), Zvonimir Cimermančić (22/11), Milan Antolković (22/8), Franjo Glaser (22/1), Ivan Belošević (21), Mirko Kokotović (20/2), Miroslav Brozović (20/1), August Jutt (19), Svetozar Đanić (15/8), Drago Žalant (15/5), Ivan Šuprina (15), Bernard Hügl (6), Emil Urch (5), Branko Pleše (3/2), Vladimir Cingula (1), Marjan Peštaj (1) | Márton Bukovi                                                                                     | August Lešnik (40)                    | Broj nastupa i postignutih pogodaka uključuje utakmice Hrvatsko-slovenske lige 1939./40. i Prvenstva Jugoslavije 1939./40. Građanski je osvojio oba natjecanja.                                        | [ 22 ] |
| 1941.     | |                                                                                                   |                                       | Nedostaju podatci o imenima igrača, broju nastupa i pogodaka |        |
| 1943.     | Zvonimir Cimermančić (22/18), Ernest Dubac (22/2), Miroslav Brozović (22/1), Mirko Kokotović (21/6), Ivan Jazbinšek (21/1), August Lešnik (20/28), Franjo Glaser (20), Gustav Lechner (20), Milan Antolković (18/9), Franjo Wölfl (17/31), Branko Pleše (13/1), Ivica Reiss (12/6), Vlado Zajec (5), Franjo Šoštarić (2), Zvonko Canjuga (2), „Vidović” (2) | Márton Bukovi                                                                                     | Franjo Wölfl (31)                     | | [ 23 ] |
| 1947./48. | Zvonimir Cimermančić (18/10), Željko Čajkovski (18/6), Branko Pleše (18/2), Josip Drago Horvat (18), Franjo Wölfl (17/22), Ratko Kacian (16/4), Marko Jurić (12), Ivica Reiss (10/2), Krešo Pukšec (10), Aleksandar Benko (9/4), Josip Babić (9), Ivan Horvat (9), Ivan Jazbinšek (9), Božidar Senčar (7/4), Slavko Arneri (6), Đuka Strugar (4), Zvonimir Monsider (3), Zvonko Strnad (2/1), Mirko Kokotović (2), Dragutin Lojen (1) | Mirko Kokotović, Karl Mütsch                                                                      | Franjo Wölfl (22)                     | | [ 24 ] |
| 1953./54. | Dionizije Dvornić (26/15), Vladimir Čonč (26/14), Josip Šikić (25), Željko Čajkovski (24/13), Branko Režek (23/2), Aleksandar Benko (21/13), Lav Mantula (21/2), Tomislav Crnković (20), Ivan Horvat (20), Branko Kralj (16), Stojan Osojnak (10/9), Luka Lipošinović (10/3), Emil Ferković (10), Vladimir Majerović (10), Dragutin Cizarić (9), Josip Drago Horvat (6), Ivica Banožić (3), Dragutin Kukec (3), Zvonimir Cimermančić (2), Zvonko Strnad (1) | Ivan Jazbinšek                                                                                    | Dionizije Dvornić (15)                | | [ 25 ] |
| 1957./58. | Tomislav Crnković (25), Branko Režek (24/2), Gordan Irović (24), Josip Šikić (24), Dražan Jerković (22/17), Franjo Gašpert (22/8), Mladen Košćak (22), Luka Lipošinović (20/8), Vladimir Čonč (20/3), Željko Matuš (20/2), Ivica Banožić (18), Aleksandar Benko (12/8), Drago Hmelina (8/2), Ivan Šantek (8), Emil Ferković (5), Zdravko Prelčec (4/1), Bernard jr. Hügl (3), Vladimir Majerović (2), Marijan Kolonić (1) | Gustav Lechner                                                                                    | Dražan Jerković (17)                  | | [ 26 ] |
| 1981./82. | Marko Mlinarić (33/2), Marijan Vlak (32), Snješko Cerin (31/19), Petar Bručić (31/2), Dragan Bošnjak (30/2), Džemal Mustedanagić (29), Velimir Zajec (28/1), Zvjezdan Cvetković (26/3), Milivoj Bračun (26), Stjepan Deverić (25/11), Zoran Panić (23/8), Zlatko Kranjčar (17/12), Ismet Hadžić (16), Emil Dragičević (15/1), Zlatan Arnautović (9/4), Borislav Cvetković (9/1), Željko Hohnjec (9/1), Drago Dumbović (6), Marin Kurtela (6), Milan Ćalasan (4), Branko Devčić (3), Zvonko Marić (3), Mladen Munjaković (3), Radimir Bobinac (2), Davor Braun (2), Čedo Jovićević (1), Eddie Krncevic (1) | Miroslav Blažević                                                                                 | Snješko Cerin (19)                    | | [ 27 ] |
| 1992./93. | Goran Vlaović (29/23), Andrej Panadić (29/3), Slavko Ištvanić (29), Mario Stanić (26/10), Sead Halilović (26/5), Josip Gašpar (26), Igor Cvitanović (25/15), Željko Adžić (25/10), Dževad Turković (25/7), Damir Lesjak (24/3), Vjekoslav Škrinjar (21/2), Dražen Ladić (16), Alen Peternac (15/1), Miralem Ibrahimović (13), Željko Šoić (12/1), Željko Pakasin (7/4), Goran Borović (5), Dario Šimić (5), Mario Kuš (4), Dražen Madunović (4), Miro Katić (3/3), Domagoj Kosić (3/1), Tomislav Butina (1), Silvio Marić (1) | Miroslav Blažević                                                                                 | Goran Vlaović (23)                    | | [ 28 ] |
| 1995./96. | Josip Gašpar (28/3), Mark Viduka (27/12), Damir Krznar (27/2), Srđan Mladinić (27/2), Dario Šimić (26/3), Zoran Mamić (25/5), Alen Petrović (24/3), Zvonimir Soldo (24/2), Dževad Turković (24/2), Igor Cvitanović (23/19), Marko Mlinarić (23/2), Silvio Marić (22/3), Dražen Ladić (22), Zoran Slišković (20/3), Miljenko Kovačić (16/4), Joško Jeličić (11/5), Danijel Štefulj (11/2), Tomislav Rukavina (11), Edin Mujčin (10/1), Miralem Ibrahimović (10), Domagoj Kosić (9/1), Stjepan Tomas (7), Mario Cvitanović (4), Daniel Šarić (4), Krešimir Radić (2), Mirza Golubica (1) | Zlatko Kranjčar                                                                                   | Igor Cvitanović (19)                  | | [ 29 ] |
| 1996./97. | Igor Cvitanović (27/20), Silvio Marić (26/13), Dario Šimić (26/6), Srđan Mladinić (26/3), Mark Viduka (25/18), Krunoslav Jurčić (24/7), Dražen Ladić (24), Josip Gašpar (22/1), Edin Mujčin (21/5), Daniel Šarić (21/2), Damir Krznar (20/1), Stjepan Tomas (19/1), Zoran Slišković (18/1), Vladimir Petrović (17), Danijel Štefulj (16/1), Goran Jurić (15), Alen Petrović (14/1), Mario Cvitanović (12/1), Tomislav Rukavina (11/1), Renato Jurčec (9/5), Miralem Ibrahimović (7), Miljenko Kovačić (6), Marinko Galič (4), Domagoj Kosić (4), Dževad Turković (1) | Otto Barić (29) i Marijan Vlak (1)                                                                | Igor Cvitanović (20)                  | | [ 30 ] |
| 1997./98. | Dario Šimić (29/2), Vladimir Petrović (27/12), Edin Mujčin (27/6), Krunoslav Jurčić (27/3), Dražen Ladić (27), Stjepan Tomas (26/1), Mark Viduka (25/8), Daniel Šarić (23/5), Mario Cvitanović (23), Goran Jurić (23), Tomislav Rukavina (21/2), Damir Krznar (20/2), Silvio Marić (18/7), Joško Jeličić (17/3), Robert Prosinečki (16/5), Igor Cvitanović (14/9), Nermin Šabić (13), Tomo Šokota (12/4), Renato Jurčec (10/3), Tomislav Butina (6), Srđan Mladinić (6), Danijel Štefulj (6), Mihael Mikić (5/2), Igor Bišćan (5), Damir Milinović (3), Josip Šimić (3), Zoran Brlenić (2), Alen Petrović (2), Branko Banović (1), Josip Gašpar (1), Miralem Ibrahimović (1), Juan Carlos Muñoz (1) | Zlatko Kranjčar (17), Marijan Vlak (14) i Hrvoje Braović (1)                                      | Vladimir Petrović (12)                | | [ 31 ] |
| 1998./99. | Dražen Ladić (31), Mario Tokić (30), Edin Mujčin (28/10), Mario Cvitanović (28/1), Daniel Šarić (26/1), Goran Jurić (25), Krunoslav Jurčić (23/3), Tomislav Rukavina (23), Tomo Šokota (21/4), Joško Jeličić (20/6), Igor Bišćan (19/2), Ardian Kozniku (18/3), Nermin Šabić (17), Mihael Mikić (15/6), Robert Prosinečki (15/4), Josip Šimić (15/3), Silvio Marić (14/5), Damir Krznar (14/1), Dario Šimić (13/1), Kazuyoshi Miura (12), Gražvydas Mikulėnas (11/3), Stjepan Tomas (11), Mark Viduka (7/2), Danijel Štefulj (4), Goce Sedloski (3), Branko Banović (2), Srđan Mladinić (1), Vladimir Vasilj (1) | Velimir Zajec (15), Zlatko Kranjčar (8), Ilija Lončarević (8), Ivan Bedi (1) i Hrvoje Braović (1) | Edin Mujčin (10)                      | | [ 32 ] |
| 1999./00. | Tomo Šokota (30/21), Stjepan Tomas (30), Igor Bišćan (29/6), Daniel Šarić (28/1), Dražen Ladić (28), Mihael Mikić (26/6), Edin Mujčin (25/3), Mario Tokić (25/1), Mario Cvitanović (24/1), Goran Jurić (21), Josip Šimić (20/14), Robert Prosinečki (19/5), Renato Pilipović (19), Nermin Šabić (18/1), Zoran Pavlović (15/2), Krunoslav Jurčić (14/4), Igor Cvitanović (12/6), Damir Krznar (12/1), Tomislav Rukavina (12/1), Goce Sedloski (10/1), Miljenko Mumlek (9/5), Mario Bazina (9/1), Ardian Kozniku (8/1), Tomislav Butina (6), Gražvydas Mikulėnas (4/1), Joško Jeličić (4), Saša Bjelanović (1), Vladimir Vasilj (1) | Marijan Vlak (21) i Osvaldo Ardiles (11)                                                          | Tomo Šokota (21)                      | | [ 33 ] |
| 2002./03. | Tomislav Butina (32), Dumitru Mitu (31/9), Goce Sedloski (30/2), Mihael Mikić (28/3), Edin Mujčin (28/2), Jasmin Agić (28), Ivica Olić (27/16), Dario Smoje (25/6), Boško Balaban (24/15), Silvio Marić (24/7), Kristijan Polovanec (24), Niko Kranjčar (21/4), Dario Zahora (16/3), Mario Jurić (15/1), Vladimir Petrović (14/3), Dino Drpić (14/1), Damir Krznar (14), Dalibor Poldrugač (13/1), Boštjan Cesar (11), Spomenko Bošnjak (7/1), Jerko Leko (4/1), Enes Mešanović (3), Mate Dragičević (2/1), Mario Čutura (1), Mario Jozić (1), Danijel Krivić (1) | Miroslav Blažević                                                                                 | Ivica Olić (16)                       | | [ 34 ] |
| 2005./06. | Luka Modrić (32/8), Ivan Turina (32), Vedran Ćorluka (31/3), Dino Drpić (31/1), Zoran Mamić (30/3), Eduardo (29/21), Marijan Buljat (29/1), Mathias Chago (28/3), Ivan Bošnjak (27/22), Hrvoje Čale (25/2), Etto (24/5), Silvio Marić (22/1), Anderson Costa (13/2), Ante Tomić (12/1), Goran Ljubojević (11/1), Dumitru Mitu (11/1), Miroslav Šarić (10), Eddy Bosnar (8), Carlos (7/1), Mario Lučić (7), Ognjen Vukojević (6), Boštjan Cesar (5/2), Vitor Júnior (5), Dario Zahora (5), Vedran Ješe (1), Teo Kardum (1), Dejan Lovren (1) | Josip Kuže                                                                                        | Ivan Bošnjak (22)                     | | [ 35 ] |
| 2006./07. | Eduardo (32/34), Dino Drpić (31/5), Ognjen Vukojević (31), Luka Modrić (30/6), Vedran Ćorluka (30/4), Filip Lončarić (26), Carlos (24/1), Davor Vugrinec (21/12), Zoran Mamić (18), Mario Cvitanović (17/2), Ante Tomić (17), Marijan Buljat (16/1), Hrvoje Čale (16), Jasmin Agić (15/1), Gordon Schildenfeld (15/1), Josip Tadić (13/5), Etto (13/1), Sammir (13/1), Nikola Pokrivač (13), Dario Jertec (12), Mihael Mikić (10/3), Anderson Costa (10/1), Saško Pandev (10/1), Jens Nowotny (10), Ivan Turina (7), Goran Ljubojević (5/3), Stjepan Babić (1), Tomislav Havojić (1), Sandi Hudorović (1) | Branko Ivanković (20), Josip Kuže (11) i Džemal Mustedanagić (2)                                  | Eduardo (34)                          | | [ 36 ] |
| 2007./08. | Mario Mandžukić (29/12), Ognjen Vukojević (29/11), Hrvoje Čale (28/1), Josip Tadić (27/11), Luka Modrić (25/13), Georg Koch (25), Sammir (24/4), Ivica Vrdoljak (24/3), Etto (23/1), Dino Drpić (22/1), Franck Manga Guela (21/2), Mihael Mikić (21/1), Boško Balaban (18/11), Nikola Pokrivač (17/5), Gordon Schildenfeld (17/1), Marijan Buljat (16/2), Carlos (15/1), Tomo Šokota (13/5), Davor Vugrinec (13/4), Mathias Chago (10), Tomislav Mikulić (10), Igor Bišćan (9), Ivan Kelava (7), Domagoj Antolić (5), Tomislav Barbarić (5), Dario Jertec (2/1), Filip Lončarić (2), Ante Tomić (2), Ivan Peko (1) | Branko Ivanković (18), Zvonimir Soldo (14) i Rajko Magić (1)                                      | Luka Modrić (13)                      | | [ 37 ] |
| 2008./09. | Sammir (32/8), Milan Badelj (31/4), Ivica Vrdoljak (29/3), Mario Mandžukić (28/16), Igor Bišćan (27/1), Mirko Hrgović (25/2), Tomislav Butina (24), Luis Ibáñez (23/1), Josip Tadić (22/4), Dejan Lovren (22/1), Pedro Morales (21/7), Mathias Chago (16/2), Etto (16/1), Mihael Mikić (15), Ilija Sivonjić (14/3), Boško Balaban (13/6), Ivan Tomečak (13/4), Dino Drpić (13), Adrián Calello (12), Robert Kovač (12), Ivan Kelava (10), Miroslav Slepička (9/6), Ante Tomić (8/1), Carlos (7), Tomo Šokota (6/1), Tomislav Barbarić (6), Guillermo Suárez (5), Andrej Kramarić (1), Mate Maleš (1) | Branko Ivanković (16), Krunoslav Jurčić (13) i Marijan Vlak (4)                                   | Mario Mandžukić (16)                  | | [ 38 ] |
| 2009./10. | Milan Badelj (27/11), Ivica Vrdoljak (27), Sammir (26/5), Tomislav Butina (25), Mario Mandžukić (24/14), Andrej Kramarić (24/7), Tomislav Barbarić (22/4), Pedro Morales (21/13), Etto (21), Adrián Calello (20), Leandro Cufré (18), Luis Ibáñez (18), Ivan Tomečak (17/1), Miroslav Slepička (15/4), Robert Kovač (14), Dejan Lovren (14), Dimitrios Papadopoulos (13/2), Ilija Sivonjić (11/6), Domagoj Antolić (10), Šime Vrsaljko (10), Dodô (9/3), Igor Bišćan (8), Karlo Primorac (7), Denis Glavina (4), Filip Lončarić (4), Mathias Chago (3), Carlos (2), Frano Mlinar (1), Dominik Picak (1), Ivan Turina (1) | Krunoslav Jurčić                                                                                  | Mario Mandžukić (14)                  | | [ 39 ] |
| 2010./11. | Milan Badelj (29/6), Leandro Cufré (26), Ivan Kelava (24), Sammir (22/10), Fatos Beqiraj (22/8), Ivan Tomečak (22/4), Luis Ibáñez (22/2), Tonel (22/2), Ante Rukavina (21/4), Jakub Sylvestr (21/2), Arijan Ademi (21), Adrián Calello (18/2), Pedro Morales (16/3), Mathias Chago (16/2), Šime Vrsaljko (16/1), Igor Bišćan (14), Andrej Kramarić (12/1), Leonard Mesarić (11/1), Tomislav Barbarić (10/1), Etto (10), Mateo Kovačić (7/1), Dodô (7), Josip Brezovec (6), Filip Lončarić (6), Mario Šitum (5/1), Ilija Sivonjić (5), Antun Palić (4), Miroslav Slepička (3/1), Domagoj Antolić (1), Tomislav Butina (1) | Vahid Halilhodžić (24), Velimir Zajec (3), Marijo Tot (2) i Sreten Ćuk (1)                        | Sammir (10)                           | | [ 40 ] |
| 2011./12. | Domagoj Vida (29/2), Fatos Beqiraj (28/15), Ivan Kelava (27), Luis Ibáñez (26/7), Mateo Kovačić (25/4), Milan Badelj (24/3), Jerko Leko (23/2), Ivan Krstanović (22/10), Šime Vrsaljko (22), Sammir (21/5), Tonel (20/2), Ante Rukavina (19/5), Adrián Calello (19/1), Mehmed Alispahić (17/4), Ivan Tomečak (14/3), Mario Šitum (11/4), Nikola Pokrivač (11/2), Josip Šimunić (11), Jakub Sylvestr (11), Josip Pivarić (10/3), Leandro Cufré (10), Arijan Ademi (5), Igor Bišćan (3), Filip Lončarić (3), Pedro Morales (2/1), Andrej Kramarić (1), Antun Palić (1), Ante Puljić (1), Dino Špehar (1) | Krunoslav Jurčić (17) i Ante Čačić (13)                                                           | Fatos Beqiraj (15)                    | | [ 41 ] |
| 2012./13. | Ivan Kelava (33), Sammir (28/13), Josip Pivarić (28/3), Fatos Beqiraj (27/4), Josip Šimunić (25/1), Šime Vrsaljko (25), Arijan Ademi (24/3), Ante Rukavina (23/4), Marcelo Brozović (23/2), Ivan Krstanović (22/7), Luis Ibáñez (20/2), Duje Čop (19/9), Alen Halilović (18/2), Domagoj Vida (15/4), Jerko Leko (14/2), Mehmed Alispahić (13/1), Tin Jedvaj (13/1), Mateo Kovačić (11/1), Said Husejinović (10/2), Ante Puljić (10/1), Zvonko Pamić (9/2), Lee Addy (8), Ivan Tomečak (8), Ivan Peko (7), Adrián Calello (6), Tonel (6), Nikola Pokrivač (4), Jozo Šimunović (3/1), Bryan Carrasco (3), Milan Badelj (2/1), Josip Ćalušić (2), Fran Brodić (1), Dino Špehar (1) | Ante Čačić (17) i Krunoslav Jurčić (16)                                                           | Sammir (13)                           | | [ 42 ] |
| 2013./14. | Duje Čop (33/22), El Arbi Hillel Soudani (31/16), Junior Fernándes (28/13), Josip Šimunić (28/2), Ivo Pinto (28), Marcelo Brozović (27/6), Alen Halilović (26/5), Domagoj Antolić (26/2), Jerko Leko (25/1), Arijan Ademi (24/1), Jozo Šimunović (23/2), Josip Pivarić (22/1), Lee Addy (16), Rúben Lima (16), Antonio Ježina (16), Zvonko Pamić (16), Fatos Beqiraj (13/3), Said Husejinović (12/1), Oliver Zelenika (12), Domagoj Pavičić (10/1), Bakary Saré (8), Sammir (7), Cleyton (6/1), Ante Ćorić (6/1), Ante Rukavina (6/1), Luka Capan (6), Grzegorz Sandomierski (6), Andrej Kramarić (4/2), Fran Brodić (4), Josip Ćalušić (3), Ivan Fiolić (2), Pablo Migliore (2), Luis Ibáñez (1), Bojan Knežević (1), Petar Mamić (1), Ivan Šunjić (1), Jérémy Taravel (1) | Zoran Mamić (25), Krunoslav Jurčić (6) i Branko Ivanković (5)                                     | Duje Čop (22)                         | | [ 43 ] |
| 2014./15. | Eduardo Carvalho (34), Marko Pjaca (32/11), Paulo Machado (29/2), Ivo Pinto (29), Arijan Ademi (26/3), Leonardo Sigali (26/2), Ángelo Henríquez (25/20), Ante Ćorić (24/3), El Arbi Hillel Soudani (23/11), Gonçalo Santos (23), Junior Fernándes (21/5), Jozo Šimunović (20), Jérémy Taravel (17/2), Ognjen Vukojević (17), Josip Pivarić (16), Duje Čop (15/12), Marcelo Brozović (14/2), Domagoj Antolić (13), Alexandru Mățel (13), Franko Andrijašević (10/3), Wilson Eduardo (10/1), Luis Ibáñez (9/1), Domagoj Pavičić (9/2), Armin Hodžić (6/1), Ivan Fiolić (5), Dani Olmo (5), Josip Šimunić (5), Endri Çekiçi (4), Dejan Radonjić (2), Ivan Boras (1), Amer Gojak (1), Antonio Ježina (1), Jerko Leko (1), Borna Sosa (1) | Zoran Mamić                                                                                       | Ángelo Henríquez (20)                 | | [ 44 ] |
| 2015./16. | Marko Rog (34/3), Eduardo Carvalho (32), Junior Fernándes (28/12), Marko Pjaca (28/8), Ante Ćorić (28/4), Paulo Machado (28/1), Ángelo Henríquez (27/8), Armin Hodžić (24/13), Domagoj Antolić (24), Leonardo Sigali (22/3), El Arbi Hillel Soudani (21/8), Alexandru Mățel (21/1), Mario Musa (17/1), Gonçalo Santos (17), Jérémy Taravel (16/3), Josip Pivarić (15), Damir Šovšić (14), Filip Benković (13), Domagoj Pavičić (11), Gordon Schildenfeld (11), Petar Stojanović (10), Arijan Ademi (8), Josip Brekalo (8), Amer Gojak (5/1), Antonijo Ježina (3), Borna Sosa (2), Bojan Knežević (1), Davor Lovren (1), Nikola Moro (1), Dani Olmo (1), Vinko Soldo (1), Adrian Šemper (1) | Zoran Mamić                                                                                       | Armin Hodžić (13)                     | | [ 45 ] |
| 2017./18. | Dominik Livaković (33), Petar Stojanović (30), El Arbi Hillel Soudani (28/17), Tongo Doumbia (28/1), Dani Olmo (26/8), Filip Benković (25/4), Amir Rrahmani (25/1), Armin Hodžić (24/6), Nikola Moro (24/4), Arijan Ademi (22/2), Amer Gojak (22/1), Ante Ćorić (21/3), Ivan Fiolić (21/3), Jan Lecjaks (21/1), Borna Sosa (21), Ángelo Henríquez (18/5), Leonardo Sigali (18), Mario Gavranović (15/8), Domagoj Antolić (15), Izet Hajrović (15), Marko Lešković (13), Junior Fernándes (7/3), Dino Perić (6), Mario Budimir (3/1), Neven Đurasek (3), Bojan Knežević (3), Alexandru Mățel (3), Danijel Zagorac (3), Domagoj Pavičić (2), Endri Çekiçi (1), Gabriel Magalhães (1), Antonio Marin (1), Borna Miklić (1), Karlo Muhar (1) | Mario Cvitanović (25), Nikola Jurčević (10), Nenad Bjelica (1)                                    | El Arbi Hillel Soudani (17)           | | [ 46 ] |
| 2018./19. | Damian Kądzior (28/6), Bruno Petković (25/9), Dani Olmo (25/8), Amer Gojak (25/2), Mario Gavranović (24/9), Mislav Oršić (24/6), Ivan Šunjić (24), Dino Perić (22/2), Dominik Livaković (21), Nikola Moro (19/3), Mario Šitum (19/2), Sadegh Moharrami (19), Marko Lešković (18/2), Emir Dilaver (18), Petar Stojanović (18), Izet Hajrović (17/4), Amir Rrahmani (15/3), Arijan Ademi (15/2), Komnen Andrić (14/4), Kévin Théophile-Catherine (14/1), Danijel Zagorac (14), Marin Leovac (12/2), Mario Musa (12/1), Iyayi Atiemwen (11/1), Lovro Majer (10/1), Luka Menalo (10), Mario Budimir (8/5), Antonio Marin (7), Bojan Knežević (5), Armin Hodžić (2/1), Marko Đira (2), Ivan Fiolić (2), Tongo Doumbia (1), Jan Lecjaks (1), Adrian Šemper (1) | Nenad Bjelica                                                                                     | Mario Gavranović i Bruno Petković (9) | | [ 47 ] |
| 2019./20. | Damian Kądzior (30/10), Mislav Oršić (28/13), Nikola Moro (28/2), Amer Gojak (27/2), Dominik Livaković (26), Bruno Petković (25/7), Luka Ivanušec (24/4), Lovro Majer (21/2), Emir Dilaver (21/1), Kévin Théophile-Catherine (21/1), Mario Gavranović (19/4), Arijan Ademi (19/3), Marin Leovac (19/1), Petar Stojanović (17/1), Dino Perić (17), Sandro Kulenović (16), Marko Đira (15), François Moubandje (14), Antonio Marin (13/1), Mario Šitum (13), Mario Ćuže (12/2), Iyayi Atiemwen (11/3), Joško Gvardiol (11/1), Izet Hajrović (11), Danijel Zagorac (10), Dani Olmo (9/3), Sadegh Moharrami (9), Ivo Pinto (6), Marko Lešković (5), Bartol Franjić (4), Josip Šutalo (4), Damjan Daničić (2), Tin Hrvoj (2), Edin Julardžija (2), Bartol Barišić (1), Roko Baturina (1), Tomislav Duvnjak (1), Renato Josipović (1), Tomislav Krizmanić (1), Leon Šipoš (1) | Nenad Bjelica (25), Igor Jovićević (7), Zoran Mamić (3), Rene Poms (1)                            | Mislav Oršić (13)                     | | [ 48 ] |
| 2020./21. | Dominik Livaković (33), Mislav Oršić (32/16), Lovro Majer (31/7), Luka Ivanušec (30/7), Kristijan Jakić (29/1), Mario Gavranović (27/17), Lirim Kastrati (27/2), Arijan Ademi (27/1), Kévin Théophile-Catherine (27/1), Bruno Petković (25/9), Joško Gvardiol (25/2), Rasmus Lauritsen (24/1), Petar Stojanović (23), Bartol Franjić (22), Marko Tolić (21/4), Iyayi Atiemwen (18/5), Dino Perić (17/1), Josip Mišić (16/2), Izet Hajrović (13/2), Robbie Burton (13), Marin Leovac (12), Sadegh Moharrami (12), Marijan Čabraja (8), Stefan Ristovski (8), Amer Gojak (5), Komnen Andrić (3/2), Damjan Daničić (3), Emir Dilaver (3), Stefan Milić (3/1), Ivan Šaranić (3), Josip Šutalo (3), Danijel Zagorac (3), Martin Baturina (2), Sandro Kulenović (2), Niko Janković (1), Renato Josipović (1), Luka Menalo (1), Jakov-Anton Vasilj (1) | Zoran Mamić (23), Damir Krznar (12), Alen Peternac (1)                                            | Mario Gavranović (17)                 | | [ 49 ] |
| 2021./22. | Dominik Livaković (34), Mislav Oršić (33/14), Josip Mišić (33/1), Bruno Petković (30/7), Stefan Ristovski (30/1), Josip Šutalo (28/2), Luka Ivanušec (27/3), Komnen Andrić (25/6), Bartol Franjić (25), Marko Tolić (24/2), Amer Gojak (24/1), Dario Špikić (23/2), Luka Menalo (22/3), Kévin Théophile-Catherine (22), Arijan Ademi (20/3), Petar Bočkaj (16/2), Rasmus Lauritsen (16/1), Marko Bulat (15/1), Martin Baturina (13/2), Dino Perić (12/3), Deni Jurić (11/1), Sadegh Moharrami (10), Daniel Štefulj (10), Mahir Emreli (8/2), Duje Čop (8/1), Lovro Majer (5/3), Kristijan Jakić (5/1), Emir Dilaver (5), Lirim Kastrati (5), Marin Leovac (4), Mario Gavranović (3/1), François Moubandje (3), Danijel Zagorac (2) | Željko Kopić (16), Damir Krznar (15), Ante Čačić (5)                                              | Mislav Oršić (14)                     | | [ 50 ] |
| 2022./23. | Josip Drmić (35/6), Dominik Livaković (35), Dario Špikić (34/7), Martin Baturina (34/6), Josip Mišić (34/2), Luka Ivanušec (33/12), Robert Ljubičić (33/2), Bruno Petković (28/10), Stefan Ristovski (28/4), Josip Šutalo (27/2), Sadegh Moharrami (25/1), Dino Perić (23/3), Petar Bočkaj (22/3), Luka Menalo (22/2), Marko Bulat (21), Arijan Ademi (19/4), Mislav Oršić (15/8), Mahir Emreli (10/3), Rasmus Lauritsen (9/1), Fran Topić (9), Mauro Perković (8), Kévin Théophile-Catherine (7), Gabriel Rukavina (6), Antonio Marin (5), Boško Šutalo (4/1), Daniel Štefulj (3), Amer Gojak (2/1), Emir Dilaver (2), Marko Tolić (2), Moreno Živković (2), Jakov Gurlica (1), Toni Majić (1), Ivan Nevistić (1), Danijel Zagorac (1) | Ante Čačić (27), Igor Bišćan (9)                                                                  | Luka Ivanušec (12)                    | | [ 51 ] |
| 2023./24. | Martin Baturina (32/5), Josip Mišić (32), Dario Špikić (28/4), Takuro Kaneko (28/2), Bruno Petković (27/11), Gabriel Vidović (27/7), Arijan Ademi (27/2), Stefan Ristovski (26), Petar Sučić (25/1), Marko Bulat (23/4), Sandro Kulenović (21/7), Mauro Perković (21/2), Ivan Nevistić (21), Kévin Théophile-Catherine (21), Maxime Bernauer (17/1), Robert Ljubičić (16/1), Arbër Hoxha (15/1), Mahir Emreli (14/4), Sadegh Moharrami (13), Fran Brodić (12/6), Dino Perić (12/1), Danijel Zagorac (11), Tibor Halilović (10/1), Boško Šutalo (10), Josip Drmić (8/3), Antonio Marin (7), Ronaël Pierre-Gabriel (7), Moreno Živković (6/1), Bogdan Mihajličenko (6), Takuya Ogiwara (6), Marko Rog (6), Luka Vrbančić (4/1), Luka Menalo (4), Luka Ivanušec (3/1), Dominik Livaković (3), Josip Šutalo (3), Leon Jakirović (2), Toni Majić (2), Branko Pavić (2), Gabriel Rukavina (2), Deni Jurić (1), Zlatan Košćević (1), Faris Krkalić (1), Tin Miljak (1), Joaquín Sosa (1), Luka Stojković (1), Ante Sušak (1) | Igor Bišćan (3), Sergej Jakirović (33)                                                            | Bruno Petković (11)                   | | [ 52 ] |

## Rekordi

### Igrači s najviše nastupa
Napomena: Broje se jedino utakmice u domaćem prvenstvu, kupu, superkupu te tri glavna europska klupska nadmetanja kroz povijest: Kup/Liga prvaka, Kup velesajamskih gradova/UEFA Kup/UEFA Europska liga, UEFA Konferencijsku ligu i Kup pobjednika kupova, dakle ne uključujući Mitropu, Intertoto i Balkanski kup.
| #  | Igrač           | Karijera                     | Nastupa |
| -- | --------------- | ---------------------------- | ------- |
| 1. | Dražen Ladić    | 1986. – 2000.                | 468     |
| 2. | Arijan Ademi    | 2010. – 2023., 2023. – 2025. | 400     |
| 3. | Mladen Ramljak  | 1962. – 1973.                | 337     |
| 4. | Marko Mlinarić  | 1978. – 1987. 1995. – 1996.  | 307     |
| 5. | Srećko Bogdan   | 1975. – 1985.                | 304     |
| 6. | Drago Vabec     | 1968. – 1979., 1984.         | 301     |
| 6. | Zlatko Kranjčar | 1973. – 1983.                | 301     |

### Igrači s najviše pogodaka
Napomena: Broje se jedino pogodci u službenim nastupima.
| #  | Igrač           | Karijera                     | Pogodaka |
| -- | --------------- | ---------------------------- | -------- |
| 1. | Franjo Wölfl    | 1938. – 1953.                | 204      |
| 2. | Igor Cvitanović | 1989. – 1997., 2000. – 2001. | 165      |
| 3. | August Lešnik   | 1936. – 1946. 1948. – 1949.  | 159      |
| 4. | Slaven Zambata  | 1959. – 1969., 1972.         | 148      |
| 5. | Dražan Jerković | 1954. – 1966.                | 127      |

## Poznati igrači

### Domaći igrači
| - Jasmin Agić - Franko Andrijašević - Domagoj Antolić - Milan Antolković - Milan Badelj - Boško Balaban - Borna Barišić - Karlo Bartolec - Rudolf Belin - Aleksandar Benko - Filip Benković - Dražen Besek - Igor Bišćan - Filip Blašković - Zvonimir Boban - Stjepan Bobek - Srećko Bogdan - Milivoj Bračun - Mirko Braun - Marijan Brnčić - Marcelo Brozović - Petar Bručić - Tomislav Butina - Snješko Cerin - Zvonimir Cimermančić - Borislav Cvetković - Zvjezdan Cvetković - Igor Cvitanović - Ivan Cvjetković |  | - Zlatko Čajkovski - Željko Čajkovski - Marijan Čerček - Vladimir Čonč - Duje Čop - Ante Ćorić - Vedran Ćorluka - Eduardo da Silva - Fahrija Dautbegović - Stjepan Deverić - Vilson Džoni - Josip Gašpar - Franjo Glaser - Branko Gračanin - Josip Gucmirtl - Joško Gvardiol - Alen Halilović - Ismet Hadžić - Ivan Hitrec - Josip Drago Horvat - Ivica Horvat - Miralem Ibrahimović - Tomislav Ivković - Slavko Ištvanić - Ivan Jazbinšek - Tin Jedvaj - Joško Jeličić - Dražan Jerković - Antonijo Ježina |  | - Goran Jurić - Ratko Kacian - Vlado Kasalo - Ivan Kelava - Robert Kovač - Abid Kovačević - Mateo Kovačić - Ardian Kozniku - Andrej Kramarić - Niko Kranjčar - Zlatko Kranjčar - Ivan Krstanović - Dražen Ladić - Stjepan Lamza - Jerko Leko - Marin Leovac - August Lešnik - Marko Lešković - Luka Lipošinović - Dominik Livaković - Dejan Lovren - Lovro Majer - Zoran Mamić - Mario Mandžukić - Lev Mantula - Silvio Marić - Vlatko Marković - Željko Matuš - Josip Mišić |  | - Nikola Moro - Mladen Mladenović - Marko Mlinarić - Luka Modrić - Zvonimir Monsider - Miljenko Mumlek - Mladen Munjaković - Džemal Mustedanagić - Martin Novoselac - Ivica Olić - Mislav Oršić - Stojan Osojnak - Igor Pamić - Andrej Panadić - Saša Peršon - Alen Peternac - Dino Perić - Bruno Petković - Josip Pivarić - Marko Pjaca - Nikola Pokrivač - Robert Prosinečki - Mladen Ramljak - Marko Rog - Krasnodar Rora - Ante Rukavina - Tomislav Rukavina - Sammir - Gordon Schildenfeld |  | - Ivica Senzen - Zvonimir Soldo - Borna Sosa - Mario Stanić - Željko Stinčić - Branko Strupar - Daniel Šarić - Dario Šimić - Josip Šimunić - Jozo Šimunović - Zlatko Škorić - Tomo Šokota - Davor Šuker - Ivan Šunjić - Branko Tucak - Ivan Turina - Filip Uremović - Drago Vabec - Domagoj Vida - Marijan Vlak - Goran Vlaović - Davor Vugrinec - Ognjen Vukojević - Šime Vrsaljko - Franjo Wölfl - Velimir Zajec - Slaven Zambata - Branko Zebec - Oliver Zelenika |

### Strani igrači
| - Emiljano Vila - El Arbi Hillel Soudani - Wilson Eduardo - Adrián Calello - Leandro Cufré - Luis Ibáñez - Pablo Migliore - Leonardo Sigali - Guillermo Suárez - Eddy Bosnar - Eddie Krnčević - Mark Viduka - Mahir Emreli - Mehmed Alispahić - Jasmin Džeko - Amer Gojak - Izet Hajrović - Armin Hodžić - Said Husejinović - Slobodan Janjuš |  | - Edin Mujčin - Denijal Pirić - Haris Škoro - Anderson Costa - Etto - Alexandre - Carlos - Cleyton - Dodô - Gabriel - Marcos Guilherme - Osmar - Vítor Júnior - Fatos Beqiraj - Željko Petrović - Jan Lecjaks - Miroslav Slepička - Bryan Carrasco - Junior Fernandes - Ángelo Henríquez |  | - Pedro Morales - Rasmus Lauritsen - Maxime Bernauer - Kévin Théophile-Catherine - Lee Addy - Dimitrios Papadopoulos - Ali Karimi - Sadegh Moharrami - Takuro Kaneko - Kazuyoshi Miura - Mathias Chago - Patrice Kwedi - Nick Dasovic - Amir Rrahmani - Rónald González Brenes - Hernán Medford - Gražvydas Mikulėnas - Jenő Ábrahám - Vilim Šipoš - Campira |  | - Iyayi Atiemwen - Samuel Okwaraji - Peter Utaka - Georg Koch - Jens Nowotny - Did'dy Guela - Bakary Saré - Damian Kądzior - Grzegorz Sandomierski - Eduardo - Ruben Lima - Paulo Machado - Ivo Pinto - Tonel - Alexandru Mățel - Dumitru Mitu - Arijan Ademi - Vasil Ringov - Stefan Ristovski - Goce Sedloski |  | - Jakub Sylvestr - Boštjan Cesar - Primož Gliha - Srečko Katanec - Petar Stojanović - Gregor Židan - Komnen Andrić - Zoran Dimitrijević - Radmilo Mihajlović - Mihailo Petrović - Ranko Stojić - Walid Atta - Josip Drmić - Mario Gavranović - François Moubandje - Dani Olmo - Silvio Spann - Bogdan Mihajličenko - Robbie Burton |

## Najbolja momčad svih vremena
Godine 2016. skupina stručnjaka i navijača odabrala je momčad koji se sastoji od najboljih igrača u povijesti Dinama.
Vratar
- Dražen Ladić (1984. – 2000.)

Braniči
- Rudolf Belin (1959. – 1970.)
- Velimir Zajec (1974. – 1984.)
- Ivica Horvat (1945. – 1957.)
- Tomislav Crnković (1950. – 1961.)

Vezni
- Luka Modrić (2000. – 2008.)
- Željko Perušić (1958. – 1965.)
- Zvonimir Boban (1983. – 1991.)
- Marko Mlinarić (1978. – 1987., 1995. – 1996.)

Napadači
- Dražan Jerković (1954. – 1965.)
- Davor Šuker (1989. – 1991.)

## Treneri
- Milan Graf, 1918. – 1919.
- Karl Heinlein, 1919. – 1921.
- Arthur Gaskell, 1921. – 1924.
- Richard Kohn, 1924. – 1925.
- Imre Pozsonyi, 1925. – 1926.
- Josef Brandstetter, 1926. – 1929.
- Johann Strnad, 1930. – 1931.
- Robert Haftl, 1931. – 1932.
- Giury Molnár, 1932. – 1933.
- James Donnelly, 1933. – 1935.
- Hans Ringer, 1935. – 1936.
- Márton Bukovi, 1936. – 1945.
- Branko Kunst, 1945.
- Márton Bukovi, 1945. – 1947.
- Mirko Kokotović, 1947.
- Karl Mütsch, 1948.
- Bruno Knežević, 1948. – 1949.
- Bernard Hügl, 1950. – 1952.
- Milan Antolković, 1952. – 1953.
- Ivan Jazbinšek, 1953. – 1955.
- Bogdan Cuvaj, 1956.
- Milan Antolković, 1957.
- Gustav Lechner, 1957. – 1958.
- Milan Antolković, 1959. – 1960.
- Márton Bukovi, 1960. – 1961.
- Milan Antolković, 1961. – 1964.
- Vlatko Konjevod, 1964. – 1965.
- Branko Zebec, 1965. – 1967.
- Ivica Horvat, 1967. – 1970.
- Zlatko Čajkovski, 1970. – 1971.
- Dražan Jerković, 1971. – 1972.
- Stjepan Bobek, 1972.
- Domagoj Kapetanović, 1973.
- Ivan Marković, 1973. – 1974.
- Mirko Bazić, 1974. – 1977.
- Rudolf Belin, 1977. – 1978.
- Vlatko Marković, 1978. – 1980.
- Ivan Marković, 1980.
- Miroslav Blažević, 1980. – 1983.
- Rudolf Belin, 1983.
- Vlatko Marković, 1983.
- Branko Zebec, 1984.
- Tomislav Ivić, 1984. – 1985.
- Zdenko Kobeščak, 1985.
- Miroslav Blažević, 1986. – 1988.
- Josip Skoblar, 1988. – 1989.
- Rudolf Belin, 1989.
- Josip Kuže, 1989. – 1990.
- Vlatko Marković, 1990. – 1991.
- Zdenko Kobeščak, 1991. – 1992.
- Vlatko Marković, 1992.
- Miroslav Blažević, 1992. – 1994.
- Ivan Bedi, 1994.
- Zlatko Kranjčar, 1994. – 1996.
- Otto Barić, 1996. – 1997.
- Marijan Vlak, 1997. – 1998.
- Zlatko Kranjčar, 1998.
- Ivan Bedi/Hrvoje Braović, 1998.
- Velimir Zajec, 1998. – 1999.
- Ilija Lončarević, 1999.
- Osvaldo Ardiles, 1999.
- Marijan Vlak, 1999. – 2000.
- Hrvoje Braović, 2000. – 2001.
- Ilija Lončarević, 2001. – 2002.
- Marijan Vlak, 2002.
- Miroslav Blažević, 2002. – 2003.
- Nikola Jurčević, 2003. – 2004.
- Đuro Bago, 2004.
- Nenad Gračan, 2004.
- Ilija Lončarević, 2005.
- Zvjezdan Cvetković, 2005.
- Josip Kuže, 2005. – 2006.
- Branko Ivanković, 2006. – 2008.
- Zvonimir Soldo, 2008.
- Branko Ivanković, 2008.
- Marijan Vlak, 2008. – 2009.
- Krunoslav Jurčić, 2009. – 2010.
- Velimir Zajec, 2010.
- Vahid Halilhodžić, 2010. – 2011.
- Krunoslav Jurčić, 2011.
- Ante Čačić, 2011. – 2012.
- Krunoslav Jurčić, 2012. – 2013.
- Branko Ivanković, 2013.
- Zoran Mamić, 2013. – 2016.
- Zlatko Kranjčar, 2016.
- Željko Sopić, 2016.
- Ivajlo Petev, 2016. – 2017.
- Mario Cvitanović, 2017. – 2018.
- Nikola Jurčević, 2018.
- Nenad Bjelica, 2018. – 2020.
- Igor Jovićević, 2020.
- Zoran Mamić, 2020. – 2021.
- Damir Krznar, 2021.
- Željko Kopić, 2021. – 2022.
- Ante Čačić, 2022. – 2023.
- Igor Bišćan, 2023.
- Sergej Jakirović, 2023. – 2024.
- Nenad Bjelica, 2024.
- Fabio Cannavaro, 2024. – 2025.
- Mario Kovačević, 2025. – danas

## Poveznice
- 1. hrvatski građanski športski klub Zagreb
- Vječni derbi
- MNK Futsal Dinamo

## Vanjske poveznice
- Službena web-stranica
- Povijest Dinama (arhivirana verzija)
- Dinamo Zagreb 1967.
- Dinamo Zagreb 1982.
- Profil, HNS Semafor